# Motomondiale 1959
La stagione 1959 è stata l'undicesima del Motomondiale; rispetto all'anno precedente il numero dei gran premi salì a 8 con il ritorno in calendario del Gran Premio motociclistico di Francia.

## Il contesto
Nessuna modifica particolare venne inserita nei regolamenti in merito ai punteggi assegnati e alle regole sui risultati validi per la classifica finale.
Come l'anno precedente furono poche le case motociclistiche che partecipavano in forma ufficiale al mondiale, ancora assenti quelle italiane che avevano firmato il patto d'astensione e le principali britanniche, le novità in questo campo sono il ritorno della Benelli dopo un'assenza dal 1951 e il debutto nel mondiale della Honda, prima casa giapponese a farlo, al Tourist Trophy, dove guadagna un sesto posto in 125.
Conseguenza fu che l'annata sia stata caratterizzata dall'en plein MV Agusta, che portò facilmente a casa i titoli in tutte le classi (sidecar esclusi, dove l'equipaggio BMW-ista Schneider-Strauß bissò il successo della stagione precedente, davanti all'eterno secondo Camathias).
Si registrarono due doppiette dei piloti MV Agusta, con Ubbiali che ottenne i titoli in 125 e 250 e Surtees quelli in 350 e 500.
Tra le curiosità da segnalare la prima vittoria in un GP, nella 125, di un giovane pilota inglese, Mike Hailwood (al GP dell’Ulster).

## Il calendario
| Data        | Gran Premio                      | Circuito         | Vincitore 500 | Vincitore 350 | Vincitore 250     | Vincitore 125     | Vincitore sidecar                 | Resoconto |
| ----------- | -------------------------------- | ---------------- | ------------- | ------------- | ----------------- | ----------------- | --------------------------------- | --------- |
| 17 maggio   | GP di Francia                    | Clermont-Ferrand | John Surtees  | John Surtees  |                   |                   | Fritz Scheidegger Horst Burkhardt | Resoconto |
| 1º giugno   | Tourist Trophy                   | Mountain Circuit | John Surtees  | John Surtees  | Tarquinio Provini | Tarquinio Provini | Walter Schneider Hans Strauß      | Resoconto |
| 14 giugno   | Gran Premio della Germania Ovest | Hockenheimring   | John Surtees  | John Surtees  | Carlo Ubbiali     | Carlo Ubbiali     | Florian Camathias Hilmar Cecco    | Resoconto |
| 27 giugno   | Gran Premio d'Olanda             | Assen            | John Surtees  | Bob Brown     | Tarquinio Provini | Carlo Ubbiali     | Florian Camathias Hilmar Cecco    | Resoconto |
| 5 luglio    | Gran Premio del Belgio           | Spa              | John Surtees  | Gary Hocking  |                   | Carlo Ubbiali     | Walter Schneider Hans Strauß      | Resoconto |
| 26 luglio   | Gran Premio di Svezia            | Hedemora         |               | John Surtees  | Gary Hocking      | Tarquinio Provini |                                   | Resoconto |
| 8 agosto    | Gran Premio dell'Ulster          | Dundrod          | John Surtees  | John Surtees  | Gary Hocking      | Mike Hailwood     |                                   | Resoconto |
| 6 settembre | Gran Premio delle Nazioni        | Monza            | John Surtees  | John Surtees  | Carlo Ubbiali     | Ernst Degner      |                                   | Resoconto |

## Sistema di punteggio e legenda
| Pos.  | 1 | 2 | 3 | 4 | 5 | 6 | 7> |
| ----- | - | - | - | - | - | - | -- |
| Punti | 8 | 6 | 4 | 3 | 2 | 1 | 0  |

## Le classi

### Classe 500
| Pos. | Costruttore | Punti |
| ---- | ----------- | ----- |
| 1    | MV Agusta   | 32    |
| 2    | Norton      | 24    |
| 3    | BMW         | 7     |
| 4    | Matchless   | 3     |

Il campionato si svolse su 7 prove, con l'unica esclusione il GP di Svezia: in questo gran premio le 500 corsero secondo i regolamenti provati dalla FIM quell'anno con la creazione della "classe F1", dove i classici prototipi da GP erano affiancati da modelli derivati dalla produzione di serie.
In tutte e sette le occasioni su cui si sviluppò il campionato, la vittorie arrise a John Surtees che in tutte le occasioni affiancò alla vittoria anche il giro più veloce in corsa.

Classifica piloti (prime 5 posizioni)
| Pos. | Pilota        | Moto      |   |   |     |     |   |    |     |     | P.ti    |
| ---- | ------------- | --------- | - | - | --- | --- | - | -- | --- | --- | ------- |
| 1    | John Surtees  | MV Agusta | 1 | 1 | 1   | 1   | 1 | NE | 1   | 1   | 32 (56) |
| 2    | Remo Venturi  | MV Agusta | 2 |   | 2   | 3   | 5 | NE |     | 2   | 22 (24) |
| 3    | Bob Brown     | Norton    | 9 | 3 | 3   | 2   | 4 | NE | 5   | 4   | 17 (22) |
| 4    | Geoffrey Duke | Norton    |   |   | 9   |     | 3 | NE | 3   | 3   | 12      |
| 5    | Gary Hocking  | Norton    | 3 |   | Rit | Rit | 2 | NE | Rit | Rit | 10      |
| Pos. | Pilota        | Moto      |   |   |     |     |   |    |     |     | P.ti    |

| Legenda                                                                        | 1º posto        | 2º posto        | 3º posto | A punti      | Senza punti        | Grassetto=Pole position Corsivo=Giro più veloce |
| Legenda                                                                        | Gara non valida | Non qualificato | Ritirato | Squalificato | "-" Dato non disp. | Grassetto=Pole position Corsivo=Giro più veloce |
| Fonte dei dati: motogp.com, racingmemo.free.fr, autosport.com, jumpingjack.nl. |                 |                 |          |              |                    |                                                 |

### Classe 350
| Pos. | Costruttore | Punti |
| ---- | ----------- | ----- |
| 1    | MV Agusta   | 32    |
| 2    | Norton      | 22    |
| 3    | AJS         | 6     |

Anche in questa classe, come già nella classe regina, il dominatore assoluto fu il britannico John Surtees su MV Agusta che si aggiudicò tutte le 6 prove in calendario. La categoria non si disputò né in Olanda, né in Belgio: in entrambe le occasioni le 350 gareggiarono secondo il regolamento della "classe F1".

Classifica piloti (prime 5 posizioni)
| Pos. | Pilota        | Moto      |   |   |   |    |    |   |     |   | P.ti    |
| ---- | ------------- | --------- | - | - | - | -- | -- | - | --- | - | ------- |
| 1    | John Surtees  | MV Agusta | 1 | 1 | 1 | NE | NE | 1 | 1   | 1 | 32 (48) |
| 2    | John Hartle   | MV Agusta | 3 | 2 | - | NE | NE | 2 | Rit | - | 16      |
| 3    | Bob Brown     | Norton    | - | - | - | NE | NE | 3 | 2   | 3 | 14      |
| 4    | Gary Hocking  | Norton    | 2 | - | 2 | NE | NE | - | -   | - | 12      |
| 5    | Geoffrey Duke | Norton    | - | 4 | 4 | NE | NE | - | 3   | - | 10      |
| Pos. | Pilota        | Moto      |   |   |   |    |    |   |     |   | P.ti    |

| Legenda                                                                        | 1º posto        | 2º posto        | 3º posto | A punti      | Senza punti        | Grassetto=Pole position Corsivo=Giro più veloce |
| Legenda                                                                        | Gara non valida | Non qualificato | Ritirato | Squalificato | "-" Dato non disp. | Grassetto=Pole position Corsivo=Giro più veloce |
| Fonte dei dati: motogp.com, racingmemo.free.fr, autosport.com, jumpingjack.nl. |                 |                 |          |              |                    |                                                 |

### Classe 250
| Pos. | Costruttore | Punti |
| ---- | ----------- | ----- |
| 1    | MV Agusta   | 32    |
| 2    | MZ          | 26    |
| 3    | Moto Morini | 14    |
| 4    | FB Mondial  | 13    |
| 5    | GMS         | 6     |
| 6    | Benelli     | 5     |
| 7    | NSU         | 4     |
| 8    | Adler       | 1     |

La classe 250 venne disputata in 6 degli 8 gran premi in calendario; le eccezioni furono il GP di Francia e GP del Belgio.
Diversamente dalle classi maggiori, la 250 vide 3 diversi vincitori: si aggiudicarono due gare a testa Carlo Ubbiali e Tarquinio Provini sulle MV Agusta ufficiali mentre le due restanti furono appannaggio di Gary Hocking sulla MZ. La classifica finale del campionato li vide piazzarsi in quell'ordine.

Classifica piloti (prime 5 posizioni)
| Pos. | Pilota            | Moto            |    |     |     |   |    |   |   |   | P.ti    |
| ---- | ----------------- | --------------- | -- | --- | --- | - | -- | - | - | - | ------- |
| 1    | Carlo Ubbiali     | MV Agusta       | NE | 2   | 1   | 2 | NE | 2 |   | 1 | 28 (34) |
| 2    | Tarquinio Provini | MV Agusta       | NE | 1   | Rit | 1 | NE | - |   | - | 16      |
| -    | Gary Hocking      | MZ              | NE |     | -   | - | NE | 1 | 1 | - | 16      |
| 4    | Ernst Degner      | MZ              | NE | Rit | Rit | 6 | NE | 4 | 3 | 2 | 14      |
| 5    | Mike Hailwood     | FB Mondial e MZ | NE | Rit | 5   | 4 | NE | 5 | 2 | - | 13      |
| Pos. | Pilota            | Moto            |    |     |     |   |    |   |   |   | P.ti    |

| Legenda                                                                        | 1º posto        | 2º posto        | 3º posto | A punti      | Senza punti        | Grassetto=Pole position Corsivo=Giro più veloce |
| Legenda                                                                        | Gara non valida | Non qualificato | Ritirato | Squalificato | "-" Dato non disp. | Grassetto=Pole position Corsivo=Giro più veloce |
| Fonte dei dati: motogp.com, racingmemo.free.fr, autosport.com, jumpingjack.nl. |                 |                 |          |              |                    |                                                 |

### Classe 125
| Pos. | Costruttore | Punti |
| ---- | ----------- | ----- |
| 1    | MV Agusta   | 32    |
| 2    | MZ          | 24    |
| 3    | Ducati      | 22    |
| 4    | Honda       | 1     |

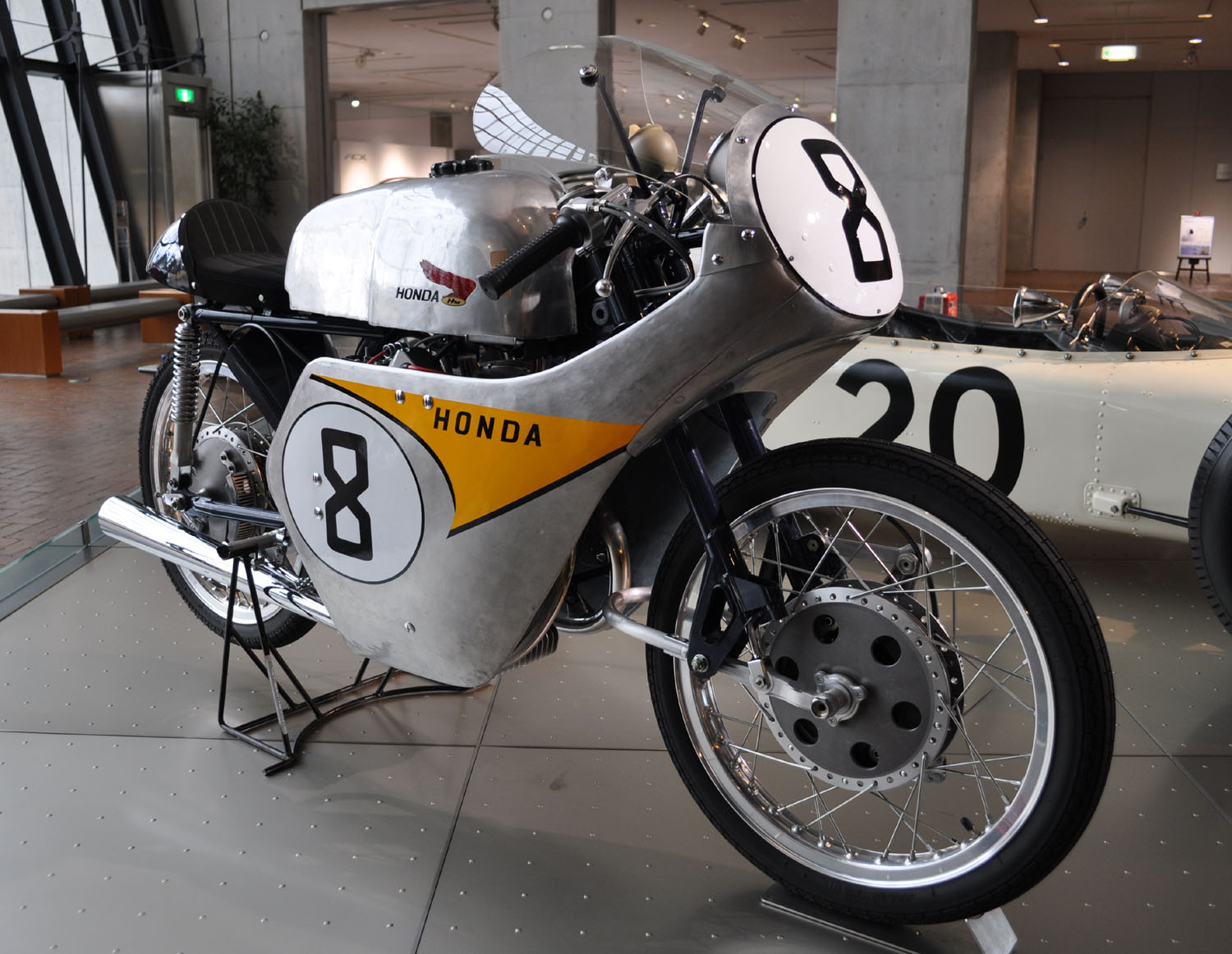
La Honda 125 del 1959.

Come in 250, anche nella classe di minor cilindrata il campionato, disputatosi su 7 prove (unico GP non disputato quello di Francia), fu un affare a due tra i piloti ufficiali della MV Agusta; in totale si aggiudicarono 5 prove e il risultato finale li vide classificarsi nello stesso ordine della 250 con Carlo Ubbiali che precedette Tarquinio Provini.
Oltre che il debutto della prima casa motociclistica giapponese si registrò anche la prima presenza in classifica di un pilota della stessa nazione, Naomi Taniguchi che portò la Honda al sesto posto nel Tourist Trophy.
Una vittoria andò alla Ducati di Mike Hailwood e un'altra alla MZ con Ernst Degner.
Tra le curiosità si può citare anche il fatto che alcuni piloti cambiarono marca di motocicletta a stagione iniziata: Luigi Taveri che aveva iniziato la stagione come pilota MZ passò alla Ducati e Gary Hocking che, sempre dalla MZ, passò alla MV Agusta in occasione dell'ultimo gran premio stagionale.

Classifica piloti (prime 5 posizioni)
| Pos. | Pilota            | Moto        |    |     |     |    |   |   |   |   | P.ti    |
| ---- | ----------------- | ----------- | -- | --- | --- | -- | - | - | - | - | ------- |
| 1    | Carlo Ubbiali     | MV Agusta   | NE | 5   | 1   | 1  | 1 | 2 |   | 2 | 30 (38) |
| 2    | Tarquinio Provini | MV Agusta   | NE | 1   | 2   | 12 | 2 | 1 |   | 5 | 28 (30) |
| 3    | Mike Hailwood     | Ducati      | NE | 3   | 3   | 3  | - | 4 | 1 | - | 20 (23) |
| 4    | Luigi Taveri      | MZ e Ducati | NE | 2   | Rit | -  | 3 | - | - | 3 | 14      |
| 5    | Ernst Degner      | MZ          | NE | Rit | 6   | -  | - | - | 3 | 1 | 13      |
| Pos. | Pilota            | Moto        |    |     |     |    |   |   |   |   | P.ti    |

| Legenda                                                                        | 1º posto        | 2º posto        | 3º posto | A punti      | Senza punti        | Grassetto=Pole position Corsivo=Giro più veloce |
| Legenda                                                                        | Gara non valida | Non qualificato | Ritirato | Squalificato | "-" Dato non disp. | Grassetto=Pole position Corsivo=Giro più veloce |
| Fonte dei dati: motogp.com, racingmemo.free.fr, autosport.com, jumpingjack.nl. |                 |                 |          |              |                    |                                                 |

### Classe sidecar
| Pos. | Costruttore | Punti |
| ---- | ----------- | ----- |
| 1    | BMW         | 32    |
| 2    | Norton      | 2     |
| 3    | Triumph     | 1     |

La stagione delle motocarrozzette fu quella che ebbe il calendario più ridotto, con sole 5 prove. La classifica fu letteralmente dominata da veicoli BMW con le prime 9 posizioni occupate da equipaggi dotati da mezzi bavaresi.
Tra le curiosità la presenza tra i passeggeri dei sidecar di Jo Siffert che, anni dopo, si fece maggiormente conoscere come pilota di Formula 1.

Classifica equipaggi (prime 5 posizioni)
| Pos. | Pilota                            | Moto |   |   |   |   |   |    |    |    | P.ti |
| ---- | --------------------------------- | ---- | - | - | - | - | - | -- | -- | -- | ---- |
| 1    | Walter Schneider/Hans Strauß      | BMW  | 2 | 1 | 2 | - | 1 | NE | NE | NE | 28   |
| 2    | Florian Camathias/Hilmar Cecco    | BMW  | - | 2 | 1 | 1 | - | NE | NE | NE | 22   |
| 3    | Fritz Scheidegger/Horst Burkhardt | BMW  | 1 | 3 | 5 | - | 3 | NE | NE | NE | 18   |
| 4    | Strub/Siffert-Woollett-Föll       | BMW  | 3 | 5 | - | 4 | 4 | NE | NE | NE | 12   |
| 5    | Helmut Fath/Alfred Wohlgemuth     | BMW  | 4 | 4 | - | 3 | - | NE | NE | NE | 10   |
| Pos. | Pilota                            | Moto |   |   |   |   |   |    |    |    | P.ti |

| Legenda                                                                        | 1º posto        | 2º posto        | 3º posto | A punti      | Senza punti        | Grassetto=Pole position Corsivo=Giro più veloce |
| Legenda                                                                        | Gara non valida | Non qualificato | Ritirato | Squalificato | "-" Dato non disp. | Grassetto=Pole position Corsivo=Giro più veloce |
| Fonte dei dati: motogp.com, racingmemo.free.fr, autosport.com, jumpingjack.nl. |                 |                 |          |              |                    |                                                 |